# The DeBarges
The DeBarges è il primo album in studio del gruppo musicale statunitense DeBarge, pubblicato il 6 aprile 1981.

## Tracce
Lato A
1. What's Your Name – 4:35
2. Dance The Night Away – 4:50
3. You're So Gentle, So Kind – 4:40
4. Queen of My Heart – 3:49

Lato B
1. Hesitated – 3:42
2. Saving Up (All My Love) – 4:16
3. Share My World – 5:39
4. Strange Romance – 5:00